# Chiesa di Santa Margherita (Usmate Velate)
La chiesa di Santa Margherita è la parrocchiale di Usmate, frazione-capoluogo del comune sparso di Usmate Velate, in provincia di Monza e Brianza e arcidiocesi di Milano; fa parte del decanato di Vimercate.

## Storia
La prima citazione di un luogo di culto a Usmate risale al 1398 ed è contenuta nella Notitia Cleri, in cui si legge che esso dipendeva dalla pieve di Vimercate.
Nel XVI secolo fu costruita una nuova chiesa, la quale venne eretta a parrocchiale nel novembre del 1566.
L'edificio fu rimaneggiato nel 1755; l'anno successivo l'arcivescovo di Milano Giuseppe Pozzobonelli, durante la sua visita pastorale, trovò che vi avevano sede le tre confraternite del Santissimo Sacramento, della Carità e del Santissimo Rosario e che i fedeli ammontavano a 567.
Nella relazione della visita pastorale del 1899 dell'arcivescovo Andrea Carlo Ferrari si legge che la chiesa era sede del Santissimo Sacramento e che il numero dei fedeli era pari a 1800.
Nel 1930 iniziarono i lavori di costruzione della nuova parrocchiale neoromanica, la cui prima pietra venne posta il 5 luglio; la chiesa, voluta da don Giuseppe Alborghetti e disegnata dall'ingegner Antonio Casati, venne portata a termine nel dicembre del 1932.
L'adeguamento liturgico postconciliare fu condotto nel 1984 con l'aggiunta dell'altare rivolto verso l'assemblea; nel 2000 la chiesa venne parzialmente ristrutturata.

## Descrizione

### Esterno
La facciata a salienti della chiesa, rivolta a occidente, è suddivisa verticalmente in tre corpi, ognuno dei quali presenta un portale d'ingresso lunettato e un rosone; sotto le linee di gronda corre una fila di archetti pensili.
Annesso alla parrocchiale è il campanile a base quadrata, abbellito da lesene angolari; la cella presenta su ogni lato una monofora ed è coperta dal tetto a quattro falde.

### Interno
L'interno dell'edificio si compone di tre navate, separate da colonne sorreggenti archi a tutto sesto bicromi, sopra i quali corre la trabeazione modanata e aggettante su cui si impostano le volte a crociera; al termine dell'aula si sviluppa il presbiterio, rialzato di alcuni gradini, ospitante l'altare maggiore e chiuso dall'abside poligonale a tre lati.